# Xã Mitchell, Michigan
Xã Mitchell (tiếng Anh: Mitchell Township) là một xã thuộc quận Alcona, tiểu bang Michigan, Hoa Kỳ. Năm 2010, dân số của xã này là 352 người.